# Linda Nývltová
Linda Nývltová (* 10. března 1983 Bratislava) je slovenská topmodelka, vítězka Elite Model Look Slovakia 1998, II. vicemiss Elite Model Look International 1998 a herečka.

## Kariéra
V roce 1998 se stala vítězkou národního finále Elite Model Look Slovakia 1998. Poté reprezentovala Slovenskou republiku na světovém finále Elite Model Look International 1998, které se konalo 17. září 1998 ve francouzské Nice, kde se umístila na 3. místě.
Objevila se na titulní straně francouzského Vogue.
Zahrála si i ve filmu Perfect Days – I ženy mají své dny, kde představovala Zuzku.